# Land of the Blind
Land of the Blind (br: Terra de Ninguém) é um filme de drama de 2006 estrelando Ralph Fiennes, Donald Sutherland, Tom Hollander e Lara Flynn Boyle, dirigido e escrito por Robert Edwards.

## Sinopse
A história se passa em um país controlado por um regime totalitário, Joe (Ralph Fiennes) é um carcereiro incumbido de cuidar de um prisioneiro político, Thorne. Ao longo do tempo, com a ajuda de joe, Thorne derruba o ditador e assume o poder, o que traz consequencias inimagináveis e um desfecho surpreendente.

## Elenco
- Donald Sutherland — Thorne
- Lara Flynn Boyle — First Lady
- Marc Warren — Pool
- Ralph Fiennes — Joe
- Tom Hollander — Maximilian II (a.k.a. "Junior")